# 箕田卓哉
箕田 卓哉（みのだ たくや、1977年11月2日 - ）は、神奈川県出身の元プロ野球選手（外野手）。

## 来歴・人物
秦野シニアでは原俊介と同期。東海大甲府高から、1995年ドラフト6位で日本ハムファイターズに入団。
しかし、一軍出場はなく、二軍でも結果が残せず1年で引退。

## 詳細情報

### 年度別打撃成績
- 一軍公式戦出場なし

### 背番号
- 53 （1996年）